# 三氯化铀

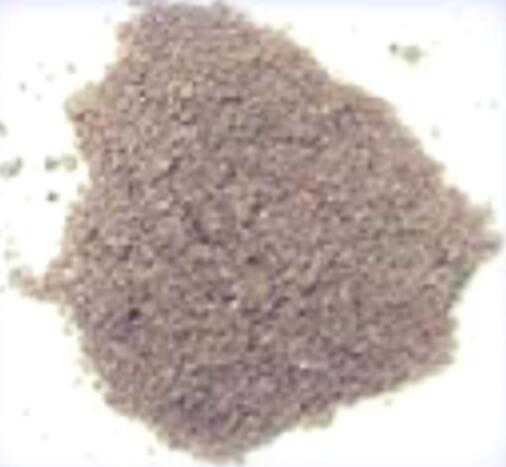
通过电化学法得到的UCl_{3}

三氯化鈾（UCl3）是一個鈾和氯的化合物。 三氯化鈾主要用於再加工用過的核燃料。四氯化鈾從各種方式可以合成三氯化鈾，但三氯化鈾不比四氯化鈾穩定的。

## 制备
三氯化铀可由四氯合铀(III)酸铵在高真空下加热得到。